# ۲۴۵ (پیش از میلاد)

## رویدادها

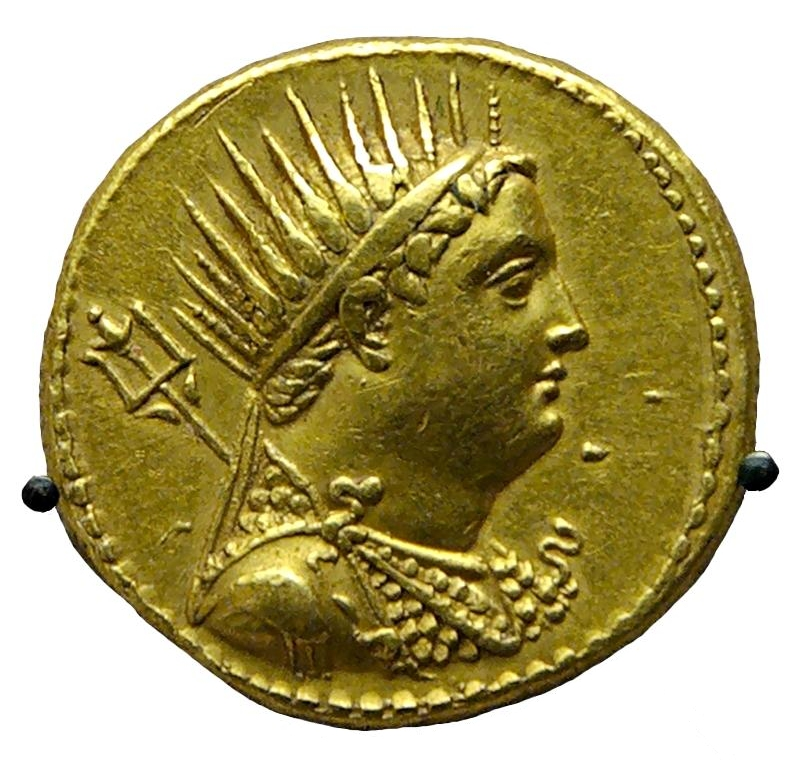
سکهٔ بطلمیوس سوم

- بابل و شوش به دست بطلمیوس سوم پادشاه مصر باستان گشوده‌شد.
- بطلمیوس سوم با برنیس دوم دختر ماگاس کورنی پادشاه کورن پیمان زناشویی بست. این پیوند دوبارهٔ مصر و کورن انجامید.
- آنتیگون دوم بر کورینت دست‌یافت.
- آراتوس سیسیونی به فرماندهی اتحاد آخایا برگزیده‌شد.

## مرگ‌ها
- آپولونیوس رودسی شاعر و نویسندهٔ یونانی.

## منبع
Wikipedia contributors, "245 BC," Wikipedia, The Free Encyclopedia, http://en.wikipedia.org/w/index.php?title=245_BC&oldid=213896235 (accessed June 19, 2008). 